# Saccolaimus mixtus
Saccolaimus mixtus é uma espécie de morcego da família Emballonuridae. Pode ser encontrada na Austrália e Papua-Nova Guiné.
Está ameaçada por perda de habitat.